# Église Saint-Georges de Kozjak
Pour les articles homonymes, voir Église Saint-Georges.
L'église Saint-Georges (en macédonien : Црква „Св. Ѓорѓи“) est une église orthodoxe située près du site archéologique de Bargala, dans la commune de Karbinci, à l'est de la Macédoine du Nord.

## Description
La date de construction de l'église est inconnue, mais son architecture correspond aux règnes de Siméon Ier et Boris Ier de Bulgarie, qui ont vécu au IXe siècle. L'église est de plan carré, avec deux coupoles. L'intérieur est décoré de trois couches de fresques réalisées du XIIIe au XIVe siècle. Les plus récentes ont été vraisemblablement réalisées par des peintres d'icônes,.